# Palau de la Música (Torrevella)
El Palau de la Música de Torrevella (en castellà i oficialment: Palacio de la Música de Torrevieja) és un edifici dedicat a la música situat a Torrevella (Baix Segura). Alberga el Conservatori Municipal de Música i és la seu de la Unió Musical Torrevejense.

## Història
L'actual ubicació del Palau ha estat des de fa molt de temps relacionada amb la música, ja que és la de l'antiga casa d'Antonio Gil Lucco, antic director de la Unió Musical Torrevejense. Posteriorment va albergar la seu d'aquesta banda fins que, a començament dels anys 90 del segle xx es va escometre, després del seu lliurament a l'Ajuntament de Torrevella, la construcció de l'actual Palau de la Música la seu actual.
L'edifici és obra dels arquitectes Alberto Velázquez i José Domínguez Fregues i es va inaugurar el 20 de maig de 1999.
L'arquitectura i la decoració del Palau, tant a l'interior com en la façana, evoquen les formes i materials dels instruments i altres elements musicals.
En la meitat inferior, l'edifici embolica l'auditori i, sota, en el semisoterrani, amb porta directa al carrer, existeix un ambigú.
L'auditori, a més de freqüents recitals, serveix de seu per a altres actes.

L'arquitectura interior conserva l'esperit de la façana: fusta i metall, com les seccions de l'orquestra. La decoració gira entorn de temes musicals, amb instruments reals exposats i un gran mural alegórico, mentre que els esglaons de l'escala recorden les tecles d'un piano i el passamans, de formes corbes, evoca l'escriptura musical.

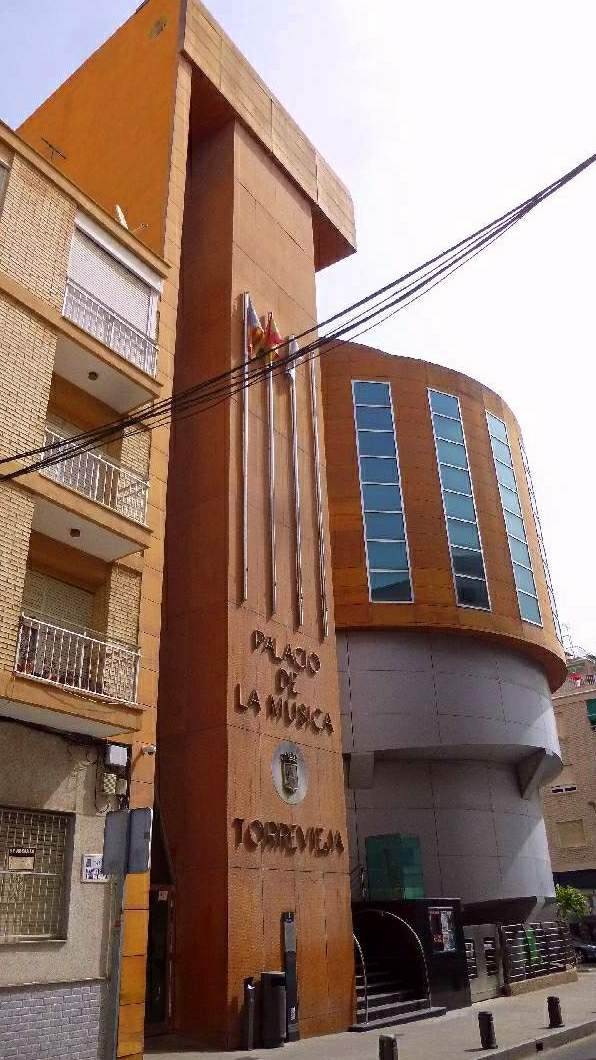
Vista lateral del Palau
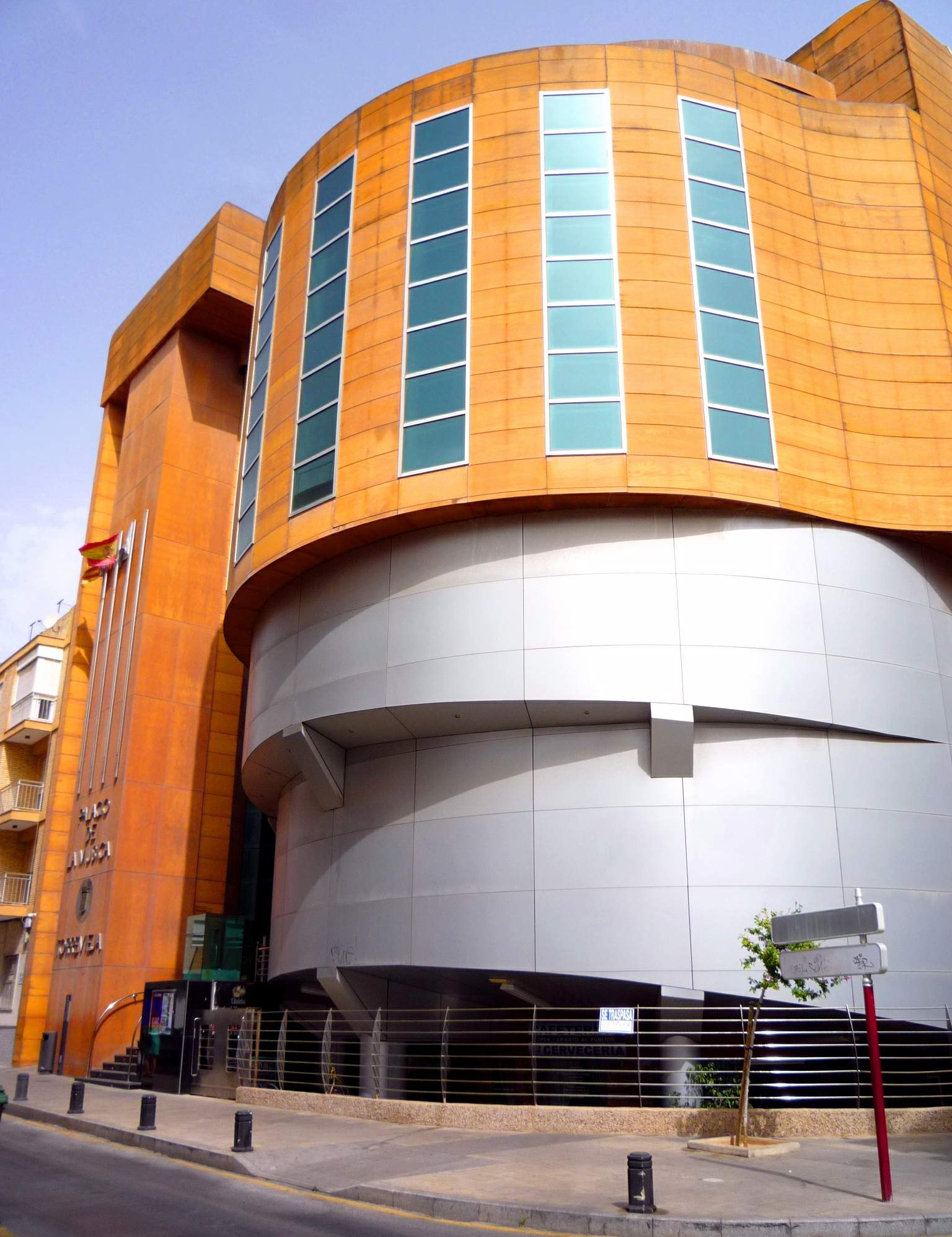
Palau de la Música i ambigú